# 桜井美悠
桜井 美悠（さくらい みゆ、1998年11月12日 - ）は、日本の女性ファッションモデル。A-team、エーライツを経て、TREND所属。

## 人物
- 大阪府出身。身長152cm。関西高一ミスコンでグランプリを受賞しデビュー。その後、お笑いコンビ・クマムシの「あったかいんだからぁ♪」のミュージックビデオに出演し、2015年4月より雑誌「Popteen」5月号でモデルデビュー。他にもプロデュース業など多方面で活動する。
- 2024年10月29日、3人組YouTuber・ばんばんざいのぎしと結婚したことを発表[1]。
- 2025年2月20日、第1子となる男児を出産したことを発表[2]。

## 出演

### ファッションショー
- 関西コレクション 2019 A/W（2019年8月27日）
- 東京ガールズコレクション
- 第37回 マイナビ 東京ガールズコレクション 2023 AUTUMN／WINTER（2023年9月2日、さいたまスーパーアリーナ）[3]
- CREATEs presents TGC KITAKYUSHU 2023 by TOKYO GIRLS COLLECTION（2023年10月7日、西日本総合展示場新館）[4]

### ミュージック・ビデオ
- クマムシ「あったかいんだからぁ♪」（2015年）

## プロデュース
- haruen mini

## 書籍

### 雑誌
- Popteen